# ATC kod M05
ATC kod M05 Lekovi za lečenje bolesti kostiju su terapeutska podgrupa sistema za anatomsko terapeutsko hemijsku klasifikaciju. Ovaj sistem alfanumeričkih kodova je razvio  za klasifikaciju lekova i drugih medicinskih proizvoda.  Podgrupa M05 je deo anatomske grupe M Muskuloskeletalni sistem.

Kodovi za veterinarsku upotrebu (ATCvet kodovi) se mogu formirati stavljanjem slova Q ispred humanih ATC kodova: QM05... 
Nacionalna izdanja ATC klasifikacije mogu da obuhvataju dodatne kodove koji nisu prisutni na ovoj listi.

## M05B Lekovi koji utiču na strukturu kostiju i mineralizaciju
M05BA01 Etidronska kiselina
M05BA02 Klodronska kiselina
M05BA03 Pamidronska kiselina
M05BA04 Alendronska kiselina
M05BA05 Tiludronska kiselina
M05BA06 Ibandronska kiselina
M05BA07 Risedronska kiselina
M05BA08 Zoledronska kiselina

### M05BB Bisfosfonati, kombinacije
M05BB01 Etidronska kiselina i kalcijum, sekvencijalno
M05BB02 Risedronska kiselina i kalcijum, sekvencijalno
M05BB03 Alendronska kiselina i kolekalciferol
M05BB04 Risedronska kiselina, kalcijum i kolekalciferol, sekvencijalno
M05BB05 Alendronska kiselina, kalcijum i kolecalciferol, sekvencijalno
M05BB06 Alendronska kiselina i alfakalcidol, sekvencijalno

### M05BCKoštano morfogenetički proteini
M05BC01 Dibotermin alfa
M05BC02 Eptotermin alfa

### M05BX Drugi lekovi koji utiču na koštanu strukturu i mineralizaciju
M05BX01 Ipriflavon
M05BX02 Aluminijum hlorohidrat
M05BX03 Stroncijum ranelat
M05BX04 Denosumab